# 리나 폴리토
리나 폴리토(Lina Polito, 1954년 8월 24일 ~ )는 이탈리아의 배우이다.